# Naomichi Suzuki
 (mars 2025).
Si vous disposez d'ouvrages ou d'articles de référence ou si vous connaissez des sites web de qualité traitant du thème abordé ici, merci de compléter l'article en donnant les références utiles à sa vérifiabilité et en les liant à la section « Notes et références ».
Naomichi Suzuki (鈴木 直道, Suzuki Naomichi), né le 14 mars 1981 à Kasukabe, est un homme politique japonais. Il est actuellement sénateur de la préfecture de Hokkaido depuis 2019. Il a précédemment été maire de la ville de Yūbari de 2011 à 2019. Il a également travaillé dans le Bureau de la stratégie de souveraineté régionale au Bureau du Cabinet (Cabinet Office) et en tant que chef de la division des affaires générales du Département des affaires générales du bureau du gouverneur de Tokyo.